# 贝尔尼里维耶尔
贝尔尼里维耶尔（法語：Berny-Rivière，法語發音：[bɛʁni ʁivjɛʁ]）是法国上法蘭西大區埃纳省的一个市镇，属于苏瓦松区。

## 地理
贝尔尼里维耶尔（49°24'24"N, 3°8'24"E）面积7.87 平方千米，位于法国上法蘭西大區埃纳省，该省份为法国北部内陆省份，北起北部省，西接索姆省和瓦兹省，东临阿登省和马恩省，西南至塞纳-马恩省，东北部与比利时接壤。
与贝尔尼里维耶尔接壤的市镇（或旧市镇、城区）包括：丰特努瓦、努夫龙-万格雷、勒松勒隆、圣克里斯托夫-阿贝里、埃纳河畔维克。

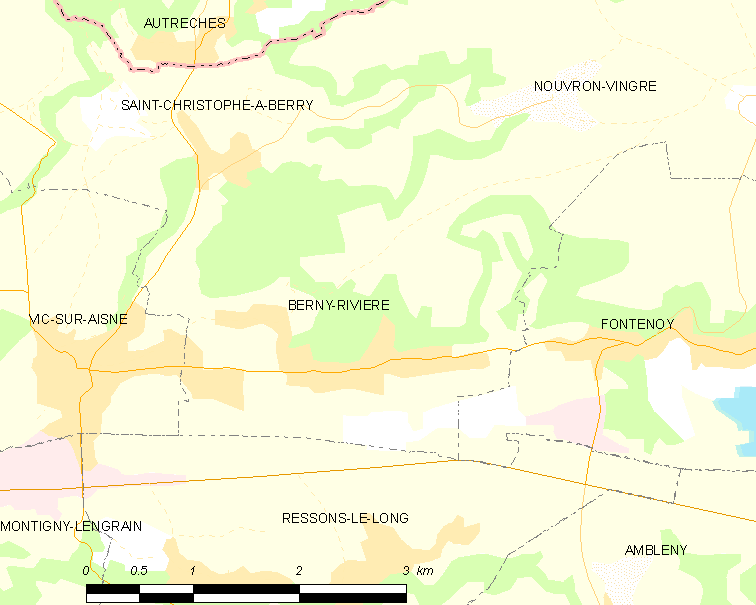
贝尔尼里维耶尔的OSM定位图

贝尔尼里维耶尔的时区为UTC+01:00、UTC+02:00（夏令时）。

## 行政
贝尔尼里维耶尔的邮政编码为02290，INSEE市镇编码为02071。

## 政治
贝尔尼里维耶尔所属的省级选区为埃纳河畔维克县。

## 人口

1962-2008年间贝尔尼里维耶尔人口变化图示

贝尔尼里维耶尔于2022年1月1日时的人口数量为633人。